# Leucothoe richiardii
Leucothoe richiardii is een vlokreeftensoort uit de familie van de Leucothoidae. De wetenschappelijke naam van de soort is voor het eerst geldig gepubliceerd in 1865 door Lesson.